# Daniela Thomas
Daniela Gontijo Alves Pinto, més coneguda com Daniela Thomas (Brasil, 1959) és una guionista, editora i directora de cinema brasilera. El seu pare és el dibuixant de còmics Ziraldo Alves Pinto. El seu germà és el compositor Antonio Pinto.

## Carrera
El 1994, Thomas va codirigir el seu primer llargmetratge, Terra Estrangeira, juntament amb Walter Salles. Thomas també n'era la guionista i dissenyadora de producció.
El 1998 va debutar com a directora de teatre amb la seva versió de La gavina d'Anton Txèkhov, protagonitzada per Fernanda Montenegro i ajudada per Luiz Päetow. El 2007, novament amb Salles, Thomas va dirigir Linha de Passe, pel·lícula que li va valer a Sandra Corveloni el premi a la millor actriu al 61è Festival Internacional de Cinema de Canes.
Thomas també va ser un dels dos directors creatius de la contribució de Rio a la cerimònia d'obertura dels Jocs Olímpics d'Estiu de 2016.
El seu drama històric Vazante es va estrenar al 67è Festival Internacional de Cinema de Berlín.

## Filmografia
Com a directora
- 1995 - Terra Estrangeira (aka Foreign Land)[1]
- 1998 - O Primeiro Dia (aka Midnight)[4]
- 1998 - Somos Todos Filhos da Terra
- 2002 - Armas e Paz
- 2002 - Castanha e caju contra o encouraçado Titanic (curtmetratge)
- 2006 - Paris, je t'aime (segment "Loin du 16ème")
- 2007 - Linha de Passe
- 2009 - Insolação
- 2017 - Vazante[5][6]

Com a guionista
- 1995 - Terra Estrangeira
- 1998 - Menino Maluquinho 2: A Aventura
- 1998 - O Primeiro Dia
- 2001 - Abril Despedaçado
- 2006 - Paris, je t'aime (segment "Loin du 16ème")
- 2007 - Linha de Passe
- 2017 - Vazante

## Premis
- 2000: En la XLII edició dels Premis Ariel va guanyar el Premi Ariel a la millor pel·lícula iberoamericana per O Primeiro Dia.[7]
- 2000: Guanyadora del Premi al millor director del Grande Prêmio do Cinema Brasileiro per O Primeiro Dia.[7]